# حمیدآباد (ابرکوه)
حمیدآباد روستایی در دهستان فراغه بخش مرکزی شهرستان ابرکوه استان یزد ایران است.

## جمعیت
بر پایه سرشماری عمومی نفوس و مسکن در سال ۱۳۹۵ این روستا بدون جمعیت بوده‌است.